# Gotra interrupta
Gotra interrupta is een insect uit de familie van de gewone sluipwespen (Ichneumonidae). De wetenschappelijke naam van de soort werd in 1986 gepubliceerd door Kusigemati.